# Johannes V. Bavor

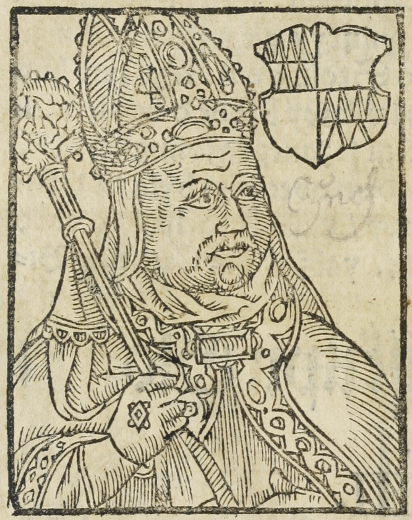
Johannes V. Bavor

Johannes V. Bavor (auch: Johann Bawor; tschechisch Jan Bavor; † 6. Oktober 1201 in Mühlhausen, Königreich Böhmen) war Bischof von Olmütz.

## Leben
Johannes von Bavor entstammte vermutlich dem böhmischen Adelsgeschlecht der Bavor von Strakonitz. Er soll dem Prämonstratenserkloster Strahov angehört haben und ist für das Jahr 1201 urkundlich als Zeuge belegt. 
Johannes starb an einem Schlaganfall während der Weihe eines Altars in der Kirche des Prämonstratenserklosters in Kloster Mühlhausen. Beigesetzt wurde er in der Strahover Klosterkirche Mariä Himmelfahrt.